# Da Lam Tserenchimed

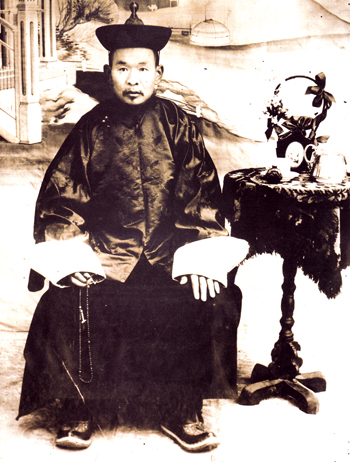

Da Lam Tserenchimed (1869-1914) est un éminent lama et leader indépendantiste mongol du début du XXe siècle. En décembre 1911, il est nommé ministre de l’Intérieur et de facto Premier ministre dans le premier gouvernement de Mongolie autonome de Bogdo Khan, poste qu'il occupe jusqu'à ce que Tögs-Ochiryn Namnansüren devienne officiellement le premier Premier ministre en juillet 1912.